# Середня Борзя (село)
Середня Бо́рзя (рос. Средняя Борзя) — село у складі Калганського району Забайкальського краю, Росія. Адміністративний центр та єдиний населений пункт Середньо-Борзинського сільського поселення.

## Населення
Населення — 452 особи (2010; 608 у 2002).
Національний склад (станом на 2002 рік):
- росіяни — 94 %